# 태릉 (고려)
태릉(泰陵)은 개풍구역 중서면 곡잠리에 위치한 고려 제6대 성종의 부모인 추존왕 대종과 선의왕후 유씨의 능이다.